# (6969) Santaro
(6969) Santaro es un asteroide perteneciente al cinturón de asteroides, descubierto el 4 de noviembre de 1991 por Satoru Otomo desde Kiyosato, Japón.

## Designación y nombre
Designado provisionalmente como 1991 VF5. Fue nombrado Santaro en honor al astrónomo 
japonés Santaro Harada.

## Características orbitales
Santaro está situado a una distancia media del Sol de 2,198 ua, pudiendo alejarse hasta 2,268 ua y acercarse hasta 2,128 ua. Su excentricidad es 0,031 y la inclinación orbital 7,108 grados. Emplea 1190,60 días en completar una órbita alrededor del Sol.

## Características físicas
La magnitud absoluta de Santaro es 13,4. Tiene 6,177 km de diámetro y su albedo se estima en 0,243. Está asignado al tipo espectral.